# Patricio Treviño
Patricio Enrique Treviño Tripp (Ciudad de México, México, 28 de diciembre de 1989) es un futbolista mexicano que juega en la posición de Defensa central, se encuentra sin club desde el 2015.

## Trayectoria
Lo debutó Manuel Lapuente con el América en el Bicentenario 2010. 

## Clubes
| Club                  | País   | Año        |
| --------------------- | ------ | ---------- |
| América               | México | 2010-2012  |
| Querétaro FC          | México | 2013       |
| Proyecto Tecamachalco | México | 2014       |
| Atlético San Luis     | México | 2014- 2015 |

- Datos: Q7145987